# جیمز ای. بیرد پسر
جیمز ای. بیرد پسر (به انگلیسی: James A. Bayard, Jr.) سناتور سابق عضو حزب دموکرات ایالات متحده آمریکا بود. وی در سال ۱۸۵۱ تا ۱۸۶۴ و ۱۸۶۷ تا ۱۸۶۹ میلادی سناتور ایالت دلاویر در سنای ایالات متحده آمریکا بود.